# Франц Ксаверій Саксонський
Фра́нц Ксаве́рій Саксо́нський (25 серпня 1730 — 21 червня 1806) — князь Речі Посполитої, принц Саксонський, граф Лужицький. Син короля Речі Посполитої, Великого князя Литовського, Руського, Київського Августа III і Марії Жозефи Габсбург. У 1763—1768 роках регент Саксонського королівства.

## Життєпис
Франц Ксаверій Альберт Август Людвіг Бенно Саксонський і Речі Посполитої, граф Лужицький (Franz Xaver Albert August Ludwig Benno von Sachsen und Polen, Graf von der Lausitz) був восьмою дитиною і четвертим сином Августа III курфюрста Саксонії та короля Речі Посполитої, Великого князя Литовського, Руського, Пруського, Мазовецького, Жемантійського, Київського, Волинського, Подільського, Підляського, Інфлянтського, Смоленського, Сіверського, Чернігівського та австрійської ерцгерцогині Марії Йозефи Габсбург (доньки імператора Йосипа I. Оскільки його два старші брати померли, він був другим у черзі на престол після свого брата, майбутнього курфюрста Фридріха Християна.
1733 року нагороджений орденом Білого Орла. 1736 року став кавалером Саксонського ордену Святого Генріха.
З 1756 по 1763 рік командував саксонською армією в Семирічній війні. Воюючи разом з французами, він був генерал-лейтенантом і маршалом 12 серпня 1758 року королем Людовіком XV.
З 1763 по 1768 рік був регентом та співправителем королівства Саксонії від імені свого малолітнього племінника Фрідріха Августа. Співправителем йому була його Марія Антонія Баварська, вдова курфюрста і мати майбутнього правителя. Разом вони продовжили реформи Фридріха Християна в епоху Просвітництва, які увійшли в історію як Виборчий Саксонський Ретаблісмент. Реформа армії, започаткована Францом Ксаверієм за пруським зразком, зустріла рішуче неприйняття станів, особливо через високі витрати. У 1764 році заснував Фрайберзьку гірничу академію та запросив Фрідріха Антона фон Гейніца (1725—1802), фахівця з промисловості та гірничої справи, до співпраці.
9 березня 1765 року Франц Ксаверій уклав шлюб з Кларою Марією Спінуччі, фрейліною вдови курфюрста. Вона була донькою графа Джузеппе Спінуччі (1707—1783) і Беатріче Веккі-Буратті (1718—1803), сестрою кардинала Доменіко Спінуччі. 1767 року К. М. Спінуччі офіційно стала графинею Лужицькою.
У жовтні 1765 Франц Ксаверій від імені неповнолітнього курфюрста відмовився від Польської корони на користь Станіслава Понятовського, як того вимагав договір, підписаний між Пруссією та Росією 11 квітня 1764 р. Це зробили всупереч бажанням співправительки Саксонії Марія Антонія та інших представників держави.
Його регентство закінчилось після досягнення курфюрстом 18 років, у грудні 1768.
Наступного року Франц Ксаверій переїхав до Франції, в якій перебував з родиною як граф Лужицький до початку Французької революції.
У жовтні 1791 року, після революційних подій у Франції, він повернувся на батьківщину дружини у Фермо з 4 своїми доньками.
Проживали у Римі. 23 листопада 1792 року померла його дружина. Одруживши більшість своїх дочок з представниками римської знаті, він остаточно виїхав з Італії до Дрездена у квітні 1796 року після одруження його доньки Христини Сабіни з Максиміліаном Камілом VIII Масімо, 1-м князем Арсолі, від цього шлюбу, між іншим, народився майбутній кардинал Франческо Саверіо Масім.
Через свій похилий вік Франц Ксаверій вирішив остаточно усамітнитися у своєму палаці в Забельтіці, де він помер 21 червня 1806 року у віці 75 років.

## Родина
Від шлюбу Франца Ксаверія та його дружини Клари Марії Спінуччі, спочатку морганатичного (1763), а потім визнаного офіційно 1765 року, народилося 10 дітей, але лише шестеро дожили до повноліття, і були відомі як графи та графині Лужицькі.
- Людвиг Руперт Йосип Ксавер (27 березня 1766 — 22 серпня 1782)
- Клара Марія Августа Беатріче (27 березня 1766 — 18 листопада 1766)
- Джозеф Ксав'єр Карло Рафаель Пилип Бенно (23 серпня 1767 — 25 червня 1802), загинув на дуелі проти російського князя Миколи Щербатова
- Елізабета Урсула Ганна Кордула Саверія (22 жовтня 1768 — 3 травня 1844), 8 листопада 1787 року вийшла заміж за Анрі де Прейсака герцога Ескліньяка
- Марія Ганна Віоланте Катерина Марта Саверія (20 жовтня 1770 — 24 грудня 1845), 15 жовтня 1793 року вийшла заміж за дона Палуццо Альтьєрі, 5-го принца Оріоло
- Беатріс Марія Франсуаза Брижита (1 лютого 1772 — 6 лютого 1806), 18 лютого 1794 року вийшла заміж за Дона Раффаеле Ріаріо-Сфорца, маркіза ді Корлето
- Куніґунда Ганна Олена Марія Жозефа (18 березня 1774 — 18 жовтня 1828) 1795 року вийшла заміж за Маркиза Дона Жуана Патріці Наро Монторо
- Марія Христина Сабіна (1775—1837), 24 березня 1796 вийшла заміж за Дона Камілло Массіміліано Масімо, князя ді Арсолі.
- Сесилія Марія Аделаїда Августина (17 грудня 1779 — 24 червня 1781).

Франциск Ксаверій помер, коли усі його сини вже померли або були вбиті, і тому він назвав своїм спадкоємцем барона Каміла де Зеєбаха, представника Саксонського уряду, якому передали все майно князя. Барон Луї Жак Тенар придбав за актами від 1830 року та 13 лютого та 16 серпня 1831 року серію лотів, що виставили на продаж 29 квітня 1809 року доньки князя, зокрема нині зруйнований Шато де Шомо, тоді як інші володіння князя були продані 4 лютого 1818 року банкіру Казимиру Пер'є (який також придбав Пон-сюр-Сен) у партнерстві з купцями Баррі Клодом і Ніколя Жозефом Корніссе-Депре. Барон Тенар збудував нову садибу в Шомо на руїнах попереднього замку.